# Denny Vrandečić
Zdenko „Denny” Vrandečić – chorwacki informatyk, założyciel Wikidanych.

## Życiorys
Studiował nauki komputerowe i filozofię oraz uzyskał tytuł magistra na Uniwersytecie w Stuttgarcie. Uzyskał stopień doktora cum laude na Karlsruher Institut für Technologie w 2010 roku. Pracował na Uniwersytecie w Stuttgarcie, a także w Information Sciences Institute Uniwersytetu Południowej Kalifornii jako profesor wizytujący.
Pracował nad oprogramowaniem Semantic MediaWiki, którego jest współtwórcą. Jest założycielem Wikidanych oraz administratorem i współzałożycielem Wikipedii chorwackojęzycznej. Pracował w Google od 2013 roku, zajmował się projektem Google Knowledge Graph. Był zaangażowany w unijne projekty SEKT, ACTIVE i RENDER, a także projekt Halo, fundowany przez Vulcan Inc..
Jego żoną jest Qamarniso Ismailova, od której inicjału pochodzi prefiks Q w Wikidanych.